# Roadrunner (album av Hurriganes)
Roadrunner är ett album av den finska rockgruppen Hurriganes, som gavs ut 1974. Det är ett av de mest sålda albumen i Finland med över 170 000 exemplar sålda och anses vara ett av de mest inflytelserika inom finsk rockmusik. Albumet spelades in under fyra dagar på Marcus Music Studios i Sverige.
Särskilt låten "Get On" anses vara en klassiker. Den lades till för att fylla ut albumet och ansågs av bandet vid inspelningstillfället inte ha något speciellt.

## Låtlista[4]
| 1. | It Ain't What You Do | 2:56 |
| 2. | Hey Groupie          | 2:29 |
| 3. | Tallahassee Lassie   | 2:15 |
| 4. | The Phone Rang       | 1:35 |
| 5. | I Will Stay          | 2:38 |
| 6. | Get On               | 3:41 |

| 7.  | In the Nude          | 2:34 |
| 8.  | Mister X             | 3:59 |
| 9.  | Slippin' and Slidin' | 2:35 |
| 10. | Oowee-Oohla          | 2:26 |
| 11. | Roadrunner           | 4:16 |